# Posavina

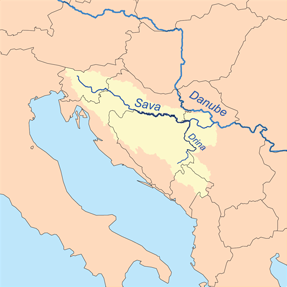
Mapa da bacia do rio Sava; Posavina constitui as regiões internas próximas ao próprio Sava

Posavina ( em sérvio:  Посавина    ) é uma região da bacia do rio Sava na Croácia, Bósnia e Herzegovina e Sérvia adjacente ou próxima ao próprio rio Sava.   

## Cidades e Vilas na Posavina
Cidades e vilas na Bósnia e Herzegovina
- Derventa
- Domaljevac
- Orašje
- Brčko
- Srbac
- Brod[1]
- Šamac[2]
- Odžak
- Modriča
- Gradačac
- Srebrenik
- Doboj

### Cidades e vilas na Sérvia
- Sremska Mitrovica
- Šabac
- Obrenovac
- Belgrado, capital da Sérvia

1. ↑  the official web site of the municipality, Brod/Брод.
2. ↑  the official web site of the municipality, Šamac/Шамац.